# Llŷr
Llŷr Lledyeith (llyr kymrisch: „Meer“, entspricht dem irischen ler, Genitiv lir; lledyeith kymr.: „Halb-Sprache“), auch Llŷr [ɬiːr], ist das walisische Pendant zum irischen Meeresgott Lir.

## Mythologie und Etymologie
Llŷr ist der Gatte von Penarddun und der Vater von Manawydan, Bran und Branwen. Die Sage Branwen ferch Llŷr („Branwen, die Tochter Llŷrs“) ist im Zweiten Zweig des Mabinogi aufgezeichnet. Sowohl der walisische Llŷr als auch der irische Lir haben offenbar eine Vogelsympathie. Llŷrs Kinder tragen im Namen eine Rabensymbolik (von altkeltisch *brannos „Rabe“): Brans Zweitname ist Bendigeitvran „Segens-Rabe“ (bendigeit, aus kelto-lateinisch *ben[e]dicatos), Branwen bedeutet „weiße Rabin“; Lirs Kinder werden von seiner zweiten Gattin Aoife in Schwäne verwandelt.
Llŷr Lledieith wird zusammen mit Gweir fab Geirioedd und Mabon fab Modron „Einer der drei erhabenen Gefangenen der Insel Britannien“ (tri goruchel garcharawr Ynis Bridein) genannt.
Der Titelheld der Tragödie König Lear von William Shakespeare beruht auf der mythischen Figur Leir of Britain, einem britischen König aus vorrömischer Zeit, dessen Name ebenfalls von Llŷr hergeleitet wird.